# NGC 6955
NGC 6955 (również PGC 65287 lub UGC 11621) – galaktyka spiralna (Sbc), znajdująca się w gwiazdozbiorze Delfina. Odkrył ją Albert Marth 28 czerwca 1863 roku.